# Cini Boeri
Maria Cristina Mariani Dameno, coneguda com a Cini Boeri (Milà, 19 de juny de 1924 - íd., 9 de setembre de 2020) va ser una arquitecta i dissenyadora italiana, referent del disseny industrial italià, la labor de la qual està presidida per l'elegància i la funcionalitat. Va ser considerada «una de les grans dones pioneres en el disseny i l'arquitectura italiana», i va ser descrita com una «formidable arquitecta i dissenyadora, model de l'elegància i l'energia milanesa».

## Formació
Cini Boeri es va llicenciar en Arquitectura a la Universitat Politècnica de Milà el 1951, on fou una de les tres úniques graduades aquell any. Quan Boeri es va llicenciar, hi havia més dones dedicades a l'interiorisme que a l'arquitectura, perquè se suposava que les dones eren massa fràgils per treballar fora.

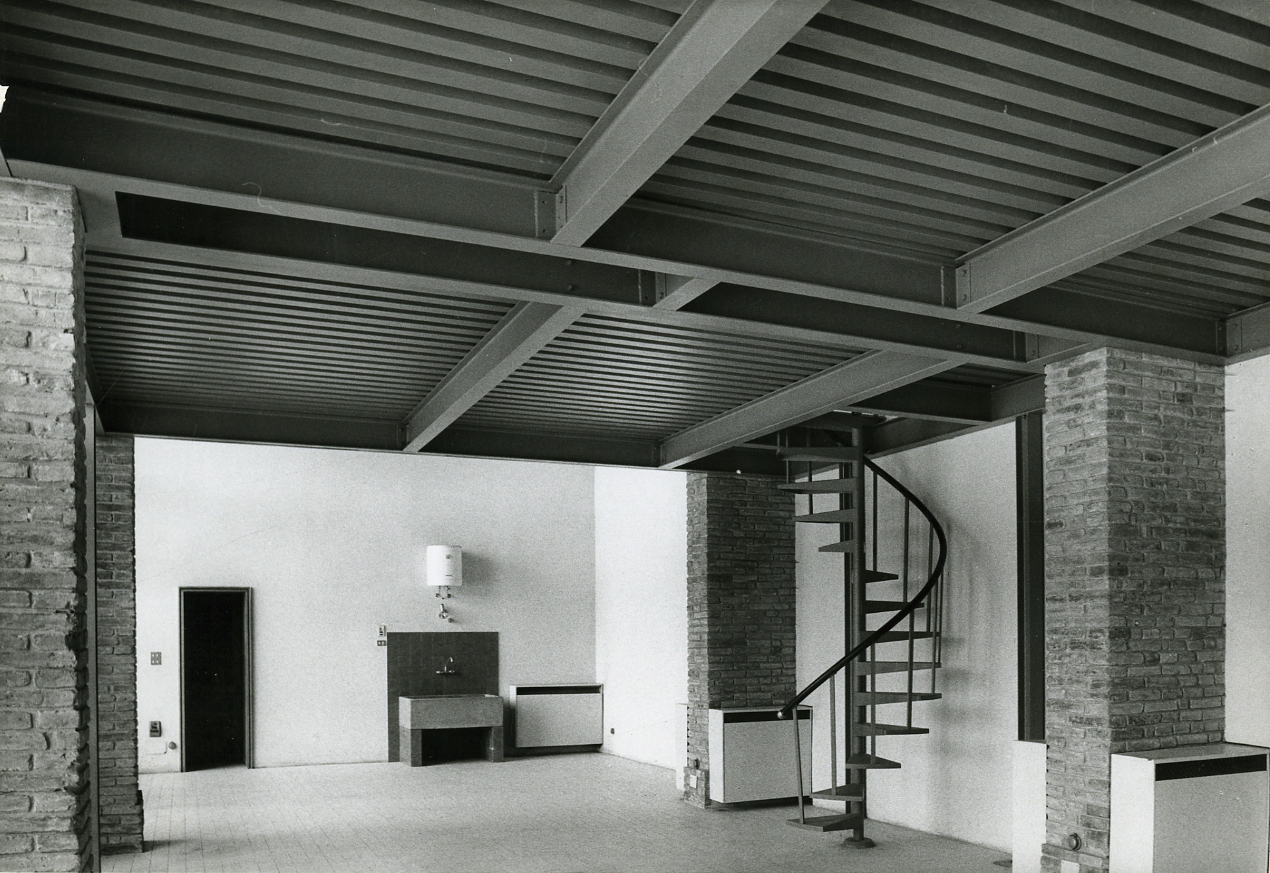
Interior al Palazzo dei Diamanti, Ferrara. Un disseny creat per Cini Boeri en col·laboració amb Marco Zanuso

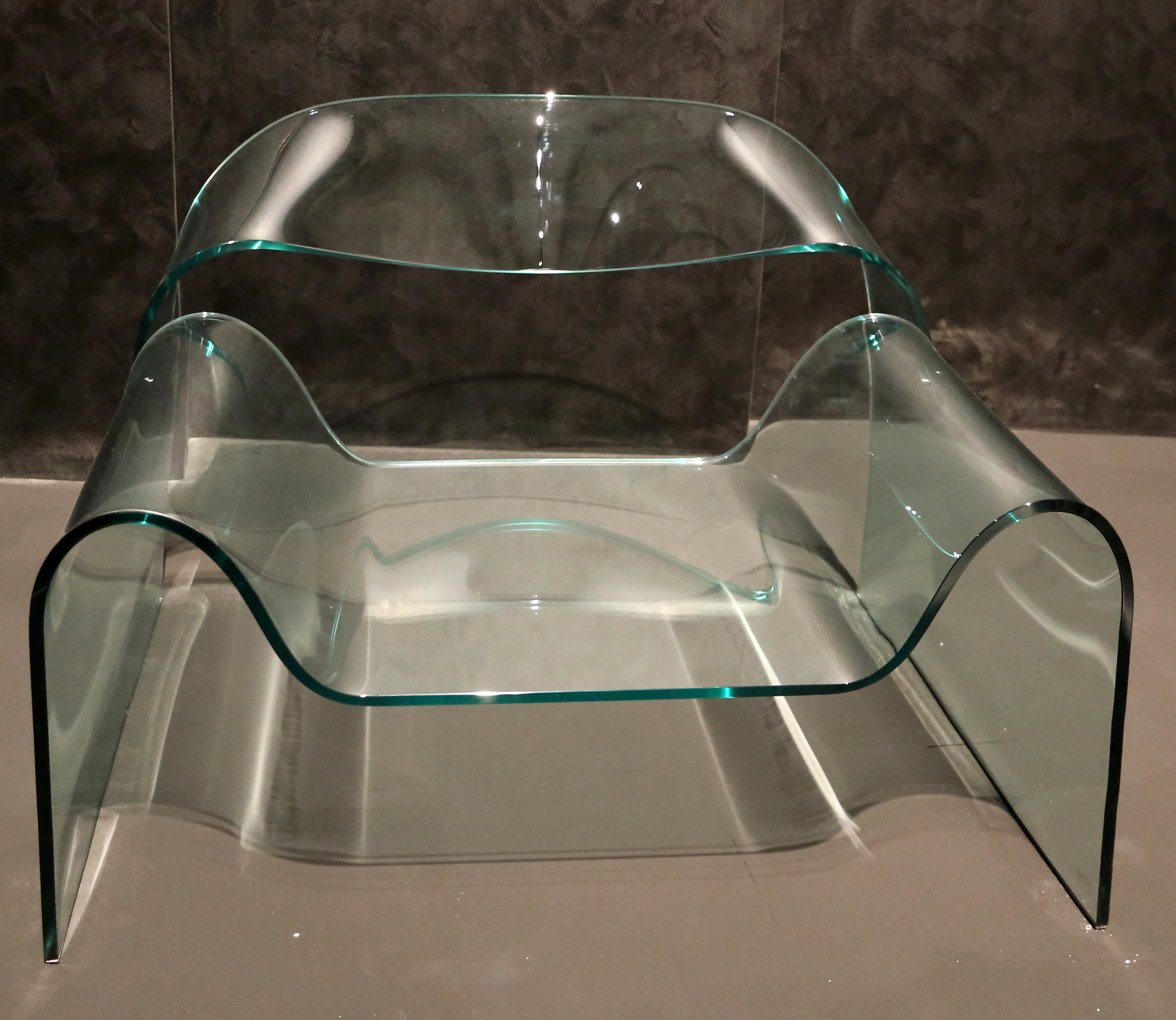
Cadira Ghost dissenyada per a Fiam, en col·laboració amb Tomu Katayanagi (1987)

## Carrera professional
El 1951, després de graduar-se, va tenir una breu experiència amb Gio Ponti, un famós mestre del disseny i l'arquitectura italià, i va començar a col·laborar amb Marco Zanuso, un altre arquitecte i dissenyador aclamat. El 1963 va obrir el seu propi estudi a Milà, centrat en l'arquitectura, l'interiorisme, el disseny d'exposicions i el disseny industrial, tant a Itàlia com a l'estranger. Del 1981 al 1983 va impartir classes de planificació arquitectònica i disseny industrial a la Universitat Politècnica de Milà.
A la dècada de 1970, Boeri va començar a dissenyar sales d'exposició per a Knoll a Europa i Amèrica. També va dissenyar una varietat de sofàs i cadires per a l'empresa, alguns dels quals encara estan en producció avui dia. A més, va treballar per a diverses altres marques de disseny, com ara l'empresa d'il·luminació Artemide, l'empresa de mobles Arflex, i l'empresa d'articles per a la llar Rosenthal.
Diferents exemples de la seva obra es poden trobar en museus d'arreu del món i exposicions internacionals.
Va morir el 9 de setembre de 2020 a l'edat de 96 anys

## Obra
Cini Boeri era coneguda pel seu disseny de mobles, i va ser àmpliament acreditada per això, però també era una arquitecta competent, i el seu talent va brillar en diversos projectes arquitectònics que va dur a terme tant a nivell nacional com internacional.
En el disseny de mobles, en obrir la seva pròpia agència, es va llançar a experimentar amb plàstic. La butaca Borgogna, per a Arflex, és una butaca còmoda, modular i extensible, els braços de la qual serveixen de suport per a un telèfon, un llum, revistes, etc. El sofà flexible Serpentone es va crear l'any 1970 i es va convertir en un dels objectes emblemàtics de la col·lecció i mobiliari Arflex dels anys 70: format per una quarantena (o més) d'elements modulars d'escuma de poliuretà encolats, pot agafar formes còncaves o convexes segons els espais i els desitjos dels usuaris. Es va presentar a l'exposició Italy: The New Domestic Landscape organitzada al Museum of Modern Art (MoMA) de Nova York, l'any 1972, amb la chaise longue Boboluego i llums de PVC, amb capçals giratoris. També l'any 1970 va dissenyar les taules Lunario, per a Knoll, taules de centre ovalades de vidre temperat amb base desplaçada. El 1979, ella i Laura Grizziotti van imaginar els seients i sofàs de la família Strips. Vuit anys més tard, el 1987, va deixar una impressió duradora creant la butaca Ghost per a Fiam Italia, una butaca construïda a partir d'una làmina corba de vidre.
Durant la dècada de 1960, Cini Boeri va completar una sèrie de projectes residencials notables a Sardenya, en què mostrà la seva versatilitat i habilitat en el disseny. Entre aquests destaquen la Casa Bunker, una estructura brutalista situada dalt d'un penya-segat, i la Casa Rotonda, una residència amb forma de caragol de disseny elegant. Tots dos projectes van ser elaborats amb cura per establir un diàleg harmònic amb els paisatges circumdants, reflectint la sensibilitat de Cini Boeri pel medi ambient i la seva capacitat per integrar l'arquitectura a la natura.
Un altre projecte destacat, Casa nel bosco, de 1969, estava enclavat dins d'un bosc de bedolls de la Llombardia. Aquí, l'enginy de Cini Boeri era evident en l'arquitectura fragmentada, intel·ligentment articulada per evitar talar els grans arbres que envoltaven el lloc. Aquest enfocament va mostrar la seva valoració de l'entorn natural i el seu compromís amb un disseny sostenible i considerat.

### Disseny
- 1964 Butaca Borgogna (Arflex)
- 1967 Butaca d'una peça Bobo i Cubotto (Arflex)
- Set d'equipatge ABS de 1967 (Franzi)
- Sofà Bengodi de 1968 (Arflex)
- 1970 Taula Lunario i sofà Gradual (Knoll)
- Sofà Serpentone 1971 (Arflex)
- 1972 Sofà Strips (Arflex)
- 1972 Ulleres Cibi i objectes de decoració de cristall (Arnolfo di Cambio)
- 1973 Lucetta llum d'escriptori (Stilnovo)
- 1976 Taula de Thales (Arflex)
- 1977 Butaca de brigadier (Knoll)
- 1980 Llibreria giratòria de doble cara (Arflex)
- 1982 Mànecs Tre B (Fusital)
- 1982 Taula d'escriptori Dito (Tronconi)
- 1982 Rever door (Tre-P Tre-Più)
- 1983 Taula Malibú (Arflex)
- Casa prefabricada (Misawa Homes, Tòquio)
- 1987 Butaca Ghost (Fiam Itàlia)
- 1989 Calaix esglaons (Estel)
- 1989 Canelobre Feltro (Venini)
- 2007 A la llibreria de paret (Magis)

### Arquitectura
- 1966–67 Casa de vacances a Punta Cannone (La Maddalena, Itàlia)[8]
- 1967 Casa de vacances al golf d'Abbataggia (La Maddalena, Itàlia)
- 1970 Casa Museu d'Antonio Gramsci a Ghilarza (Oristano, Itàlia)
- 1976 Restauració del Palazzo Forti (Verona, Itàlia)
- 1990 Casa de camp (Piacenza, Itàlia)
- 1997 Edifici d'oficines EDS (Roma, Itàlia)
- 2003/2004 Casa de vacances al golf d'Abbataggia (La Maddalena, Itàlia)
- 2007 Museu del Tresor del Duomo (Monza, Itàlia)

## Influències
L'impacte de Cini Boeri en el món del disseny es va estendre més enllà dels seus mobles icònics, ja que gran part del seu treball continua en producció avui a causa de la naturalesa modular i funcional dels seus dissenys. Aquest testimoni de la qualitat atemporal de les seves creacions fa destacar la seva dedicació indestructible a la funcionalitat, a més de a l'estètica.
A través del seu treball de mobiliari i arquitectura, Cini Boeri no només va deixar una empremta duradora en el món del disseny, sinó que també va demostrar la seva capacitat excepcional per crear espais funcionals, innovadors i sensibles al medi ambient. La seva influència continua inspirant els dissenyadors contemporanis, fent que el seu llegat sigui estimat i perdurable.

## Premis i guardons
Boeri va rebre molts premis; entre els quals, l'any 1952, un Premi Compasso d'Oro de disseny industrial, al 1979 un Compasso D'Oro pel seu sistema de sofà "Strips" per a Arflex, i un altre al 2011 a tota la trajectòria. També va rebre un premi a tota la vida de l'Institut Cultural Italià de Los Angeles el 2008. Va ser nomenada Gran Ufficiale Ordine al Merito della Repubblica Italiana el 2011, i al 2012 rebé el nomenament com a Sòcia Honorària ADI. Va rebre la Medalla d'or de la ciutat de Milà el 2019.